# Silver Lake (Kenosha County, Wisconsin)
Silver Lake ist ein Ortsteil von Salem Lakes im Kenosha County im US-amerikanischen Bundesstaat Wisconsin. Bis 2017 war der Ortsteil noch ein eigenständiges „Village“, in dem im Zuge der Volkszählung 2010 insgesamt 2411 Einwohner gezählt wurden.
Silver Lake ist Bestandteil der Metropolregion Chicago.

## Geografie
Silver Lake liegt zwischen dem gleichnamigen See und dem Fox River im Südosten Wisconsins, rund 30 km westlich des Michigansees. Die geografischen Koordinaten von Silver Lake sind 42°32′46″ nördlicher Breite und 88°09′56″ westlicher Länge. Das Gemeindegebiet erstreckt sich über eine Fläche von 3,5 km². 
Nachbarorte von Silver Lake sind Paddock Lake (8,3 km nordöstlich), Bristol (13,3 km östlich), Antioch in Illinois (13,3 km südöstlich), Channel Lake in Illinois (12,5 km südlich), Wilmot (4,5 km südsüdwestlich), Twin Lakes (7,8 km westsüdwestlich) und New Munster (7,6 km nordwestlich).
Die nächstgelegenen größeren Städte sind Wisconsins größte Stadt Milwaukee (75,5 km nordnordöstlich), Chicago in Illinois (107 km südsüdöstlich), Rockford in Illinois (94,4 km westsüdwestlich) und Wisconsins Hauptstadt Madison (141 km nordwestlich).

## Verkehr
Die hier auf einem gemeinsamen Streckenabschnitt in West-Ost-Richtung verlaufenden Wisconsin State Highways 50 und 83 führen in einer Entfernung von wenigen hundert Metern an Silver Lake vorbei. Der County Highway F führt als Hauptstraße in West-Ost-Richtung durch den Ort. Alle weiteren Straßen sind untergeordnete Landstraßen, teils unbefestigte Fahrwege sowie innerörtliche Verbindungsstraßen.
Durch Silver Lake verläuft für den Frachtverkehr eine Eisenbahnstrecke der Canadian National Railway (CN).
Mit dem Westosha Airport befindet sich 6,5 km südsüdwestlich ein kleiner Flugplatz. Die nächsten Verkehrsflughäfen sind der Milwaukee Mitchell International Airport in Milwaukee (65,5 km nordnordöstlich) und der Chicago O’Hare International Airport in Chicago (78,8 km südsüdwestlich).

## Bevölkerung
Nach der Volkszählung im Jahr 2010 lebten in Silver Lake 2411 Menschen in 908 Haushalten. Die Bevölkerungsdichte betrug 688,9 Einwohner pro Quadratkilometer. In den 908 Haushalten lebten statistisch je 2,65 Personen. 
Ethnisch betrachtet setzte sich die Bevölkerung zusammen aus 96,1 Prozent Weißen, 0,5 Prozent Afroamerikanern, 0,2 Prozent amerikanischen Ureinwohnern, 0,1 Prozent (zwei Personen) Asiaten, 0,1 Prozent Polynesiern sowie 1,4 Prozent aus anderen ethnischen Gruppen; 1,5 Prozent stammten von zwei oder mehr Ethnien ab. Unabhängig von der ethnischen Zugehörigkeit waren 4,2 Prozent der Bevölkerung spanischer oder lateinamerikanischer Abstammung. 
27,7 Prozent der Bevölkerung waren unter 18 Jahre alt, 62,4 Prozent waren zwischen 18 und 64 und 9,9 Prozent waren 65 Jahre oder älter. 48,7 Prozent der Bevölkerung war weiblich.
Das mittlere jährliche Einkommen eines Haushalts lag bei 59.531 USD. Das Pro-Kopf-Einkommen betrug 25.026 USD. 15,2 Prozent der Einwohner lebten unterhalb der Armutsgrenze.